# After the Fall
『Angel:After The Fall』（エンジェル アフター・ザ・フォール）は、アメリカ合衆国のテレビドラマ『エンジェル』のコミック版。全17話からなる。テレビシリーズの最終回「正義は消えず」の続編で、2007年11月27日から2009年2月11日までIDWからコミックとして発売された。

## 内容
舞台はシニア・パートナーによって地獄に移転されたロサンゼルス。エンジェルはシニア・パートナーと和解し、ウルフラム&ハートのCEOの職にとどまっていた。
ある日、ロサンゼルス郊外で街の有力者であるクフが殺される事件が起きる。エンジェルは捜査を開始するが、息子を殺されたことでエンジェルに恨みを抱くダウンタウンロサンゼルス卿は仲間の大物たちとともに人間狩りを始めてしまう。ロス市民の権利を守るため、このダウンタウンロサンゼルス卿ら大物たちを殺害したエンジェルは、かつての部下ガンがクフ殺しの犯人だと知る。
ガンに腹部を刺されたエンジェルは、かつての恋人コーディリアと出会う。一方、ガンはフレッドに戻ったイリリアと再会、彼女をクロスボウで撃つ。クロスボウで撃たれたイリリアはフレッドの肉体から抜け出し、巨大なホヤのような怪物と化す。しかし、人間時代の記憶がよみがえり気を失ってしまう。
そんなとき、ガンがコナーを殺害する事件が起きる。復讐に燃えるエンジェルだったが、ウェスリーの助言ですべてはエンジェルを裁くためにウルフラム&ハートが仕組んだ罠であることを知る。事態を把握したエンジェルはガンによって首をはねられ、ロサンゼルスは再びこの世へ戻る。
再びロサンゼルスの路地で悪魔たちと対決したエンジェルたちは、バンパイアに連れ去られかけたガンを救出、市内の病院に運び込む。応対した看護師、集まった市民たちの反応から、エンジェルは彼らもまた地獄時代の記憶を保持していることを知る。そして再び、コナーに会うのだった。

## 登場人物
エンジェル
ウルフラム&ハートのCEO。
ウェスリー・ウィンダム＝プライス
シニア・パートナーの代理。
コナー
エンジェルの息子。
ニーナ・アッシュ
エンジェルの私生活でのパートナー。
グウェン・ライデン
エンジェルの部下。
チャールズ・ガン
エンジェルの元部下。バンパイア。
コーディリア・チェイス
地獄の住人。亡霊。
スパイク
エンジェルの友人。バンパイア。
イリリア
スパイクのパートナー。
ダウンタウンロサンゼルス卿
ロサンゼルスのダウンタウンを支配する悪魔。蟹のような爪を持ち、空を飛ぶ。
クフ
ロサンゼルス郊外のウエストウッド地区を支配するボス。人間の骸骨に似た怪物で、青色がかった透明なジェル状の物質で覆われている。
コーディリア
翼竜。
スパイダー
蜘蛛の化身。本名はマリア。